# División de Makrán
La división de Makrán (en urdu : مکران ڈویژن) es una subdivisión administrativa de la provincia de Baluchistán en Pakistán. Cuenta con 1,5 millones de habitantes en 2017, y su capital es Turbat.
Como todas las divisiones pakistaníes, fue derogada en 2000 y luego restablecida en 2008.
La división reagrupa los distritos siguientes:
- Gwadar
- Kech
- Panjgur